# Helietta barrancae
Helietta barrancae är en vinruteväxtart som beskrevs av Marcus Eugene Jones. Helietta barrancae ingår i släktet Helietta och familjen vinruteväxter. Inga underarter finns listade i Catalogue of Life.